# Mount Elgon
 For alternative betydninger, se Mount Elgon (flertydig). (Se også artikler, som begynder med Mount Elgon)
Mount Elgon er en udslukt skjoldvulkan på grænsen mellem Uganda og Kenya. Bjerget er opkaldt efter Elgonyistammen, som en gang boede i store grotter på bjergets sydside. Det var kendt som "Ol Doinyo Ilgoon" (Brystbjerget) af masaifolket og som "Masawa" på den ugandiske side. Området omkring bjerget er beskyttet i to nationalparker: Mount Elgons nationalpark i Kenya og Mount Elgons nationalpark i Uganda
Bjerget har fem høje toppe: Wagagai (4.321 moh.) i Uganda, Sudek (4.302 moh.) i Kenya, Koitobos (4.222 moh.) i Kenya, Mubiyi (4.211 moh.) og Masaba (4 161 moh.).

## Historie
1896 blev C.W. Hobley den første europæer der gik rundt om bjerget. Rudolf Kmunke og Robert Stigler gjorde den første kendte bestigning af Wagagai i 1911. F. Jackson, E. Gedge, og J. Martin besteg Sudek i 1890. Hovedtoppene er lette at bestige, og kræver ingen bjergsklatringsudrustning.

## Geologi
Calderan Elgons caldera er en af de største uforsyrrede calderakratre i verden. På bergets skråninger findes også flere lavagrotter: Ngwarisha, Makinyen, Chepnyalil og Kitum, hvoraf den sidstnævnte er over 60 meter bred og 200 meter lang. Den besøges af elefanter som slikker salt som de frilægger med stødtænderne. Grotten blev berygtet efter at to besøgende (1980 og 1987) blev syge og døde af marburgfeber efter besøg der.[kilde mangler]
Bjergets jordarter består af rød laterit.